# Eleições legislativas portuguesas de 2025 no distrito de Vila Real
| Eleições legislativas portuguesas de 2025 Distritos: Aveiro \| Beja \| Braga \| Bragança \| Castelo Branco \| Coimbra \| Évora \| Faro \| Guarda \| Leiria \| Lisboa \| Portalegre \| Porto \| Santarém \| Setúbal \| Viana do Castelo \| Vila Real \| Viseu \| Açores \| Madeira \| Estrangeiro |

## Resultados por concelho
Os resultados nos concelhos do Distrito de Vila Real foram os seguintes:

### Alijó
| Partido                 | Partido                          | Votos  | %               | +/-  |
| ----------------------- | -------------------------------- | ------ | --------------- | ---- |
|                         | AD - Coligação PSD/CDS           | 2 582  | 42,39 / 100,00  | 6,17 |
|                         | Partido Socialista               | 1 675  | 27,50 / 100,00  | 5,42 |
|                         | Chega                            | 1 201  | 19,72 / 100,00  | 2,02 |
|                         | Iniciativa Liberal               | 135    | 2,22 / 100,00   | 0,39 |
|                         | Alternativa Democrática Nacional | 87     | 1,43 / 100,00   | 0,87 |
|                         | Livre                            | 74     | 1,21 / 100,00   | 0,25 |
|                         | Outros (com menos de 1,00%)      | 193    | 3,18 / 100,00   |      |
| Votos Inválidos         | Votos Inválidos                  | 144    | 2,36 / 100,00   | 0,40 |
| Total                   | Total                            | 6 091  | 100,00 / 100,00 |      |
| Eleitorado/Participação | Eleitorado/Participação          | 10 943 | 55,66 / 100,00  | 2,20 |

### Boticas
| Partido                 | Partido                                  | Votos | %               | +/-  |
| ----------------------- | ---------------------------------------- | ----- | --------------- | ---- |
|                         | AD - Coligação PSD/CDS                   | 2 261 | 62,58 / 100,00  | 4,53 |
|                         | Partido Socialista                       | 544   | 15,06 / 100,00  | 4,90 |
|                         | Chega                                    | 500   | 13,84 / 100,00  | 2,05 |
|                         | Alternativa Democrática Nacional         | 54    | 1,49 / 100,00   | 1,20 |
|                         | Coligação Democrática Unitária (PCP-PEV) | 44    | 1,22 / 100,00   | 0,01 |
|                         | Iniciativa Liberal                       | 43    | 1,19 / 100,00   | 0,56 |
|                         | Outros (com menos de 1,00%)              | 68    | 1,88 / 100,00   |      |
| Votos Inválidos         | Votos Inválidos                          | 99    | 2,74 / 100,00   | 0,22 |
| Total                   | Total                                    | 3 613 | 100,00 / 100,00 |      |
| Eleitorado/Participação | Eleitorado/Participação                  | 7 444 | 48,54 / 100,00  | 0,24 |

### Chaves
| Partido                 | Partido                                  | Votos  | %               | +/-  |
| ----------------------- | ---------------------------------------- | ------ | --------------- | ---- |
|                         | AD - Coligação PSD/CDS                   | 9 048  | 41,12 / 100,00  | 5,29 |
|                         | Chega                                    | 5 298  | 24,08 / 100,00  | 3,28 |
|                         | Partido Socialista                       | 5 081  | 23,09 / 100,00  | 5,78 |
|                         | Iniciativa Liberal                       | 505    | 2,29 / 100,00   | 0,37 |
|                         | Alternativa Democrática Nacional         | 341    | 1,55 / 100,00   | 1,14 |
|                         | Livre                                    | 337    | 1,53 / 100,00   | 0,06 |
|                         | Coligação Democrática Unitária (PCP-PEV) | 297    | 1,35 / 100,00   | 0,06 |
|                         | Bloco de Esquerda                        | 222    | 1,01 / 100,00   | 1,53 |
|                         | Outros (com menos de 1,00%)              | 294    | 1,34 / 100,00   |      |
| Votos Inválidos         | Votos Inválidos                          | 582    | 2,65 / 100,00   | 0,25 |
| Total                   | Total                                    | 22 005 | 100,00 / 100,00 |      |
| Eleitorado/Participação | Eleitorado/Participação                  | 42 196 | 52,15 / 100,00  | 1,36 |

### Mesão Frio
| Partido                 | Partido                          | Votos | %               | +/-   |
| ----------------------- | -------------------------------- | ----- | --------------- | ----- |
|                         | AD - Coligação PSD/CDS           | 988   | 48,12 / 100,00  | 15,15 |
|                         | Partido Socialista               | 536   | 26,11 / 100,00  | 10,50 |
|                         | Chega                            | 304   | 14,81 / 100,00  | 1,31  |
|                         | Iniciativa Liberal               | 45    | 2,19 / 100,00   | 0,02  |
|                         | Alternativa Democrática Nacional | 31    | 1,51 / 100,00   | 0,55  |
|                         | Livre                            | 30    | 1,46 / 100,00   | 0,48  |
|                         | Bloco de Esquerda                | 21    | 1,02 / 100,00   | 1,78  |
|                         | Pessoas–Animais–Natureza         | 21    | 1,02 / 100,00   | 0,41  |
|                         | Outros (com menos de 1,00%)      | 40    | 1,95 / 100,00   |       |
| Votos Inválidos         | Votos Inválidos                  | 37    | 1,80 / 100,00   | 0,46  |
| Total                   | Total                            | 2 053 | 100,00 / 100,00 |       |
| Eleitorado/Participação | Eleitorado/Participação          | 3 358 | 61,14 / 100,00  | 1,71  |

### Mondim de Basto
| Partido                 | Partido                                  | Votos | %               | +/-  |
| ----------------------- | ---------------------------------------- | ----- | --------------- | ---- |
|                         | AD - Coligação PSD/CDS                   | 1 946 | 49,07 / 100,00  | 4,87 |
|                         | Partido Socialista                       | 868   | 21,89 / 100,00  | 5,57 |
|                         | Chega                                    | 724   | 18,26 / 100,00  | 2,75 |
|                         | Iniciativa Liberal                       | 93    | 2,34 / 100,00   | 0,92 |
|                         | Alternativa Democrática Nacional         | 85    | 2,14 / 100,00   | 0,76 |
|                         | Coligação Democrática Unitária (PCP-PEV) | 57    | 1,44 / 100,00   | 0,28 |
|                         | Livre                                    | 46    | 1,16 / 100,00   | 0,14 |
|                         | Bloco de Esquerda                        | 41    | 1,03 / 100,00   | 1,28 |
|                         | Outros (com menos de 1,00%)              | 39    | 0,98 / 100,00   |      |
| Votos Inválidos         | Votos Inválidos                          | 67    | 1,69 / 100,00   | 0,34 |
| Total                   | Total                                    | 3 966 | 100,00 / 100,00 |      |
| Eleitorado/Participação | Eleitorado/Participação                  | 7 411 | 53,52 / 100,00  | 0,70 |

### Montalegre
| Partido                 | Partido                          | Votos  | %               | +/-  |
| ----------------------- | -------------------------------- | ------ | --------------- | ---- |
|                         | AD - Coligação PSD/CDS           | 2 550  | 43,55 / 100,00  | 4,23 |
|                         | Partido Socialista               | 1 900  | 32,45 / 100,00  | 4,02 |
|                         | Chega                            | 876    | 14,96 / 100,00  | 1,73 |
|                         | Alternativa Democrática Nacional | 78     | 1,33 / 100,00   | 1,47 |
|                         | Iniciativa Liberal               | 72     | 1,23 / 100,00   | 0,12 |
|                         | Bloco de Esquerda                | 66     | 1,13 / 100,00   | 0,80 |
|                         | Outros (com menos de 1,00%)      | 161    | 2,76 / 100,00   |      |
| Votos Inválidos         | Votos Inválidos                  | 152    | 2,59 / 100,00   | 0,49 |
| Total                   | Total                            | 5 855  | 100,00 / 100,00 |      |
| Eleitorado/Participação | Eleitorado/Participação          | 12 921 | 45,31 / 100,00  | 0,65 |

### Murça
| Partido                 | Partido                          | Votos | %               | +/-  |
| ----------------------- | -------------------------------- | ----- | --------------- | ---- |
|                         | AD - Coligação PSD/CDS           | 1 465 | 45,95 / 100,00  | 4,21 |
|                         | Partido Socialista               | 739   | 23,18 / 100,00  | 4,64 |
|                         | Chega                            | 684   | 21,46 / 100,00  | 2,93 |
|                         | Alternativa Democrática Nacional | 58    | 1,82 / 100,00   | 1,17 |
|                         | Iniciativa Liberal               | 46    | 1,44 / 100,00   | 0,17 |
|                         | Livre                            | 33    | 1,04 / 100,00   | 0,31 |
|                         | Outros (com menos de 1,00%)      | 85    | 2,66 / 100,00   |      |
| Votos Inválidos         | Votos Inválidos                  | 78    | 2,44 / 100,00   | 0,12 |
| Total                   | Total                            | 3 188 | 100,00 / 100,00 |      |
| Eleitorado/Participação | Eleitorado/Participação          | 5 982 | 53,29 / 100,00  | 0,31 |

### Peso da Régua
| Partido                 | Partido                                  | Votos  | %               | +/-  |
| ----------------------- | ---------------------------------------- | ------ | --------------- | ---- |
|                         | AD - Coligação PSD/CDS                   | 3 305  | 40,74 / 100,00  | 7,69 |
|                         | Partido Socialista                       | 2 152  | 26,53 / 100,00  | 7,30 |
|                         | Chega                                    | 1 818  | 22,41 / 100,00  | 4,77 |
|                         | Iniciativa Liberal                       | 168    | 2,07 / 100,00   | 0,37 |
|                         | Coligação Democrática Unitária (PCP-PEV) | 140    | 1,73 / 100,00   | 0,27 |
|                         | Livre                                    | 122    | 1,50 / 100,00   | 0,30 |
|                         | Alternativa Democrática Nacional         | 97     | 1,20 / 100,00   | 1,23 |
|                         | Outros (com menos de 1,00%)              | 163    | 2,02 / 100,00   |      |
| Votos Inválidos         | Votos Inválidos                          | 147    | 1,81 / 100,00   | 0,31 |
| Total                   | Total                                    | 8 112  | 100,00 / 100,00 |      |
| Eleitorado/Participação | Eleitorado/Participação                  | 14 682 | 55,25 / 100,00  | 0,66 |

### Ribeira da Pena
| Partido                 | Partido                          | Votos | %               | +/-  |
| ----------------------- | -------------------------------- | ----- | --------------- | ---- |
|                         | AD - Coligação PSD/CDS           | 1 689 | 47,39 / 100,00  | 6,26 |
|                         | Partido Socialista               | 1 130 | 31,71 / 100,00  | 6,50 |
|                         | Chega                            | 451   | 12,65 / 100,00  | 1,72 |
|                         | Iniciativa Liberal               | 58    | 1,63 / 100,00   | 0,56 |
|                         | Alternativa Democrática Nacional | 56    | 1,57 / 100,00   | 0,44 |
|                         | Outros (com menos de 1,00%)      | 113   | 3,27 / 100,00   |      |
| Votos Inválidos         | Votos Inválidos                  | 67    | 1,88 / 100,00   | 0,10 |
| Total                   | Total                            | 3 564 | 100,00 / 100,00 |      |
| Eleitorado/Participação | Eleitorado/Participação          | 7 979 | 44,67 / 100,00  | 1,27 |

### Sabrosa
| Partido                 | Partido                                  | Votos | %               | +/-  |
| ----------------------- | ---------------------------------------- | ----- | --------------- | ---- |
|                         | AD - Coligação PSD/CDS                   | 1 556 | 43,78 / 100,00  | 7,36 |
|                         | Partido Socialista                       | 927   | 26,08 / 100,00  | 5,81 |
|                         | Chega                                    | 658   | 19,36 / 100,00  | 1,30 |
|                         | Coligação Democrática Unitária (PCP-PEV) | 66    | 1,86 / 100,00   | 0,19 |
|                         | Iniciativa Liberal                       | 63    | 1,77 / 100,00   | 0,21 |
|                         | Alternativa Democrática Nacional         | 55    | 1,55 / 100,00   | 0,90 |
|                         | Livre                                    | 46    | 1,29 / 100,00   | 0,04 |
|                         | Outros (com menos de 1,00%)              | 67    | 1,89 / 100,00   |      |
| Votos Inválidos         | Votos Inválidos                          | 86    | 2,42 / 100,00   | 0,51 |
| Total                   | Total                                    | 3 554 | 100,00 / 100,00 |      |
| Eleitorado/Participação | Eleitorado/Participação                  | 6 072 | 58,53 / 100,00  | 0,31 |

### Santa Marta de Penaguião
| Partido                 | Partido                          | Votos | %               | +/-  |
| ----------------------- | -------------------------------- | ----- | --------------- | ---- |
|                         | AD - Coligação PSD/CDS           | 1 558 | 41,50 / 100,00  | 8,12 |
|                         | Partido Socialista               | 1 215 | 32,37 / 100,00  | 7,11 |
|                         | Chega                            | 658   | 17,53 / 100,00  | 1,95 |
|                         | Iniciativa Liberal               | 64    | 1,70 / 100,00   | 0,21 |
|                         | Alternativa Democrática Nacional | 44    | 1,17 / 100,00   | 0,75 |
|                         | Outros (com menos de 1,00%)      | 144   | 3,84 / 100,00   |      |
| Votos Inválidos         | Votos Inválidos                  | 71    | 1,89 / 100,00   | 0,18 |
| Total                   | Total                            | 3 754 | 100,00 / 100,00 |      |
| Eleitorado/Participação | Eleitorado/Participação          | 6 883 | 54,54 / 100,00  | 2,14 |

### Valpaços
| Partido                 | Partido                          | Votos  | %               | +/-  |
| ----------------------- | -------------------------------- | ------ | --------------- | ---- |
|                         | AD - Coligação PSD/CDS           | 4 932  | 55,69 / 100,00  | 2,97 |
|                         | Chega                            | 1 715  | 19,37 / 100,00  | 2,88 |
|                         | Partido Socialista               | 1 432  | 16,17 / 100,00  | 2,78 |
|                         | Alternativa Democrática Nacional | 189    | 2,13 / 100,00   | 0,82 |
|                         | Iniciativa Liberal               | 92     | 1,04 / 100,00   | 0,22 |
|                         | Outros (com menos de 1,00%)      | 270    | 3,06 / 100,00   |      |
| Votos Inválidos         | Votos Inválidos                  | 226    | 2,56 / 100,00   | 0,69 |
| Total                   | Total                            | 8 856  | 100,00 / 100,00 |      |
| Eleitorado/Participação | Eleitorado/Participação          | 18 162 | 48,76 / 100,00  | 1,58 |

### Vila Pouca de Aguiar
| Partido                 | Partido                                  | Votos  | %               | +/-  |
| ----------------------- | ---------------------------------------- | ------ | --------------- | ---- |
|                         | AD - Coligação PSD/CDS                   | 3 329  | 44,36 / 100,00  | 2,49 |
|                         | Partido Socialista                       | 1 984  | 26,44 / 100,00  | 4,25 |
|                         | Chega                                    | 1 386  | 18,47 / 100,00  | 4,30 |
|                         | Iniciativa Liberal                       | 145    | 1,93 / 100,00   | 0,16 |
|                         | Alternativa Democrática Nacional         | 138    | 1,84 / 100,00   | 0,76 |
|                         | Coligação Democrática Unitária (PCP-PEV) | 96     | 1,28 / 100,00   | 0,28 |
|                         | Bloco de Esquerda                        | 77     | 1,03 / 100,00   | 0,79 |
|                         | Outros (com menos de 1,00%)              | 154    | 2,06 / 100,00   |      |
| Votos Inválidos         | Votos Inválidos                          | 195    | 2,60 / 100,00   | 0,44 |
| Total                   | Total                                    | 7 504  | 100,00 / 100,00 |      |
| Eleitorado/Participação | Eleitorado/Participação                  | 13 545 | 55,40 / 100,00  | 0,78 |

### Vila Real
| Partido                 | Partido                                  | Votos  | %               | +/-  |
| ----------------------- | ---------------------------------------- | ------ | --------------- | ---- |
|                         | AD - Coligação PSD/CDS                   | 13 313 | 42,01 / 100,00  | 4,13 |
|                         | Partido Socialista                       | 7 807  | 24,63 / 100,00  | 3,69 |
|                         | Chega                                    | 6 451  | 20,36 / 100,00  | 2,99 |
|                         | Iniciativa Liberal                       | 952    | 3,00 / 100,00   | 0,11 |
|                         | Livre                                    | 797    | 2,51 / 100,00   | 0,43 |
|                         | Coligação Democrática Unitária (PCP-PEV) | 427    | 1,35 / 100,00   | 0,19 |
|                         | Bloco de Esquerda                        | 409    | 1,29 / 100,00   | 1,85 |
|                         | Alternativa Democrática Nacional         | 400    | 1,26 / 100,00   | 1,09 |
|                         | Outros (com menos de 1,00%)              | 418    | 1,31 / 100,00   |      |
| Votos Inválidos         | Votos Inválidos                          | 717    | 2,27 / 100,00   | 0,24 |
| Total                   | Total                                    | 31 691 | 100,00 / 100,00 |      |
| Eleitorado/Participação | Eleitorado/Participação                  | 49 319 | 64,26 / 100,00  | 1,69 |

## Lista de Deputados Eleitos
A lista apresentada é conforme a aplicação do Método D'Hondt:
| N.º | Nome                                                    | Partido | Partido            | Partido                          | Quociente  |
| --- | ------------------------------------------------------- | ------- | ------------------ | -------------------------------- | ---------- |
| 1   | Ana Paula Mecheiro de Almeida Martins Silvestre Correia |         |                    | AD - Coligação PSD/CDS (PPD/PSD) | 50522      |
| 2   | Rui Jorge Cordeiro Gonçalves dos Santos                 |         | Partido Socialista | Partido Socialista               | 27990      |
| 3   | Amílcar Rodrigues Alves Castro de Almeida               |         |                    | AD - Coligação PSD/CDS (PPD/PSD) | 25261      |
| 4   | Maria Manuela Pereira Tender                            |         | Chega              | Chega                            | 22754      |
| 5   | Fernando Eirão Queiroga                                 |         |                    | AD - Coligação PSD/CDS (PPD/PSD) | 16840,6667 |